# Spencer Silver
Spencer Ferguson Silver (San Antonio, 6 de fevereiro de 1941 - Saint Paul, 8 de maio de 2021) foi um químico e inventor norte-americano. Junto com Art Fry, inventou o Post-it na década de 1970. Silver tem mais de 37 patentes, mas a sua invenção mais importante é o Post-it.
Ele se formou em química no Arizona State University, em seguida, obteve um doutorado em química orgânica pela "Universidade de Colorado"', em 1966, antes de trabalhar como químico sênior da 3M (empresa onde trabalhou até 1996).
Em 1968, desenvolveu um adesivo, inicialmente tentando utilizar na construção de aeronaves (sem sucesso), mas com pequenas alterações, o produto tornou-se  um adesivo não muito pegajoso e leve. Neste momento, sem uso comercial, mas que em 1974, o seu colega Art Fry utilizou o produto para incorporar em pedaços de papel que usava para marcar o seu livro de coleção de canções. Com a ideia de um, utilizando o produto do outro, foi lançado em 1977 o Post-it.